# Wroughtonia mikagei
Wroughtonia mikagei är en stekelart som beskrevs av Karl-Johan Hedqvist och Togashi 1979. Wroughtonia mikagei ingår i släktet Wroughtonia och familjen bracksteklar. Inga underarter finns listade i Catalogue of Life.